# Парканы (Сорокский район)
Парканы (рум. Parcani, Паркань) — село в Сорокском районе Молдавии. Является административным центром коммуны Парканы, включающей также село Волово.

## География
Село расположено на высоте 216 метров над уровнем моря.

## Население
По данным переписи населения 2004 года, в селе Паркань проживает 979 человек (447 мужчин, 532 женщины).
Этнический состав села:
| Национальность | Число жителей | Процентный состав |
| -------------- | ------------- | ----------------- |
| молдаване      | 822           | 83,96             |
| румыны         | 138           | 14,1              |
| украинцы       | 6             | 0,61              |
| русские        | 3             | 0,31              |
| цыгане         | 2             | 0,2               |
| болгары        | 1             | 0,1               |
| прочие         | 7             | 0,72              |
| Всего          | 979           | 100 %             |